# Jaskier płomiennik
Jaskier płomiennik, jaskier płomieńczyk (Ranunculus flammula L.) – gatunek rośliny z rodziny jaskrowatych (Ranunculaceae Juss.). Jest szeroko rozprzestrzeniony na półkuli północnej – występuje naturalnie w Ameryce Północnej, Europie, w północnej Afryce oraz w strefie umiarkowanej w Azji. Ponadto został naturalizowany w Australii oraz Nowej Zelandii. W Polsce jest bardzo pospolity.

## Rozmieszczenie geograficzne
W Kanadzie rośnie naturalnie we wszystkich prowincjach oraz na terytoriach Jukonu i Północno-Zachodnim. Zaobserwowany został we francuskiej wspólnocie zamorskiej Saint-Pierre i Miquelon. W Stanach Zjednoczonych występuje w stanach Alaska, Connecticut, Maine, Massachusetts, Michigan, New Hampshire, New Jersey, Nowy Jork, Pensylwania, Vermont, Minnesota, północna część Dakoty Północnej, Wisconsin, Kolorado, Idaho, zachodnia część Montany, Oregon, Waszyngton, zachodnia część stanu Wyoming, północno-zachodnia część Nowego Meksyku, północna część Arizony, Kalifornia oraz Nevada. W Europie rośnie na Islandii, w Irlandii, Norwegii, Szwecji, Finlandii, Danii, Estonii, na Łotwie, Litwie, Białorusi, północnej Ukrainie, w Polsce, na Słowacji, w Czechach, Niemczech, Holandii, Belgii, Francji (łącznie z Korsyką), Hiszpanii, Portugalii (również na Azorach i Maderze), we Włoszech (łącznie z Sardynią i Sycylią), Szwajcarii, Austrii, na Węgrzech, w Słowenii, Chorwacji, Bośni i Hercegowinie, Czarnogórze, Serbii, Macedonii Północnej, Rumunii, Bułgarii, Albanii oraz północnej części Grecji. W Rosji występuje w europejskiej jej części oraz w górach Ałtaj. W Afryce rośnie w Maroku oraz Algierii. Występuje także w zachodniej części Azji – w Turcji. Ponadto gatunek ten został naturalizowany w Australii oraz Nowej Zelandii.

## Morfologia

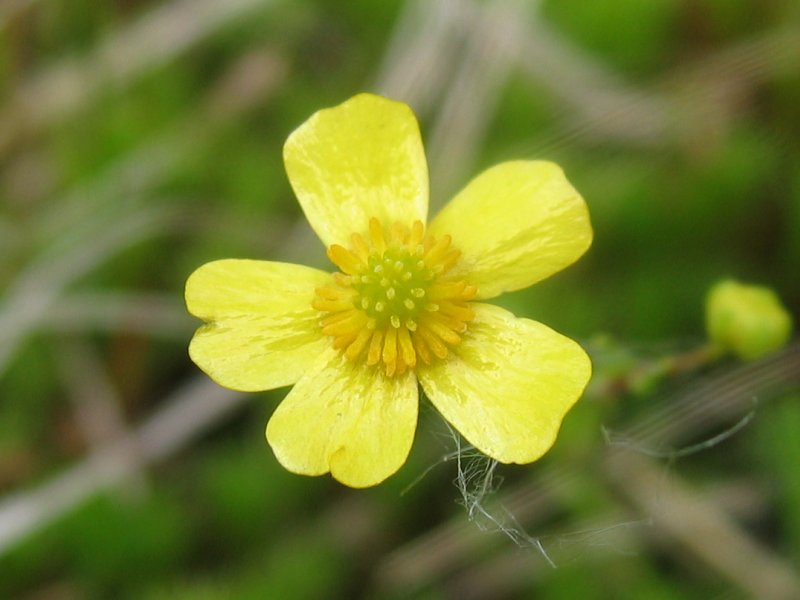
Kwiat

PokrójBylina.
LiścieSą proste. Mają kształt od lancetowatego do nitkowatego. Mierzą 1–6,5 cm długości oraz 0,1–1 cm szerokości. Nasada liścia ma ostrokątny kształt. Brzegi są całobrzegie lub piłkowane. Wierzchołek jest ostry.
KwiatySą żółtego koloru. Mają 5 owalnych działek kielicha, które dorastają do 1–4 mm długości. Mają 5 lub 6 owalnych płatków o długości 5–6 mm.
OwoceNagie niełupki o jajowatym kształcie i długości 1–2 mm. Tworzą owoc zbiorowy – wieloniełupkę o kulistym lub półkulistym kształcie i dorastającą do 3–4 mm długości.

## Biologia i ekologia
Roślina jest hemikryptofitem oraz hydrofitem. Rośnie w miejscach wilgotnych, na łąkach, bagnach, brzegach rzek. Lubi gleby wapienne lub o odczynie obojętnym. Występuje na wysokości do 2000 m n.p.m. Kwitnie od czerwca do września. W klasyfikacji zbiorowisk roślinnych gatunek charakterystyczny dla O/All. Caricetalia nigrae. Roślina trująca. Liczba chromosomów 2n = 32.
W obrębie tego gatunku wyróżniono jedną odmianę:
- Ranunculus flammula var. ovalis (J.M. Bigelow) L.D. Benson
- Ranunculus flammula subsp. scoticus (E.S.Marshall) Clapham